# 소녀비행
少女飛行(소녀비행)은 2011년 5월 4일에 발매된 파스포☆의 메이저 데뷔 1번째 싱글이다.

### 수록곡
1. 少女飛行[3:32]
TBS계열 방송 『랭크왕국』 오프닝 테마
2. ウハエ! [3:39]
3. 少女飛行（Instrumental） [3:32]

### 차트
- CA계 아이돌 여성그룹 첫등장 선두 데뷔
- 오리콘 위클리 차트 금주 1위를 기록하였다.